# SHVC-SOUND

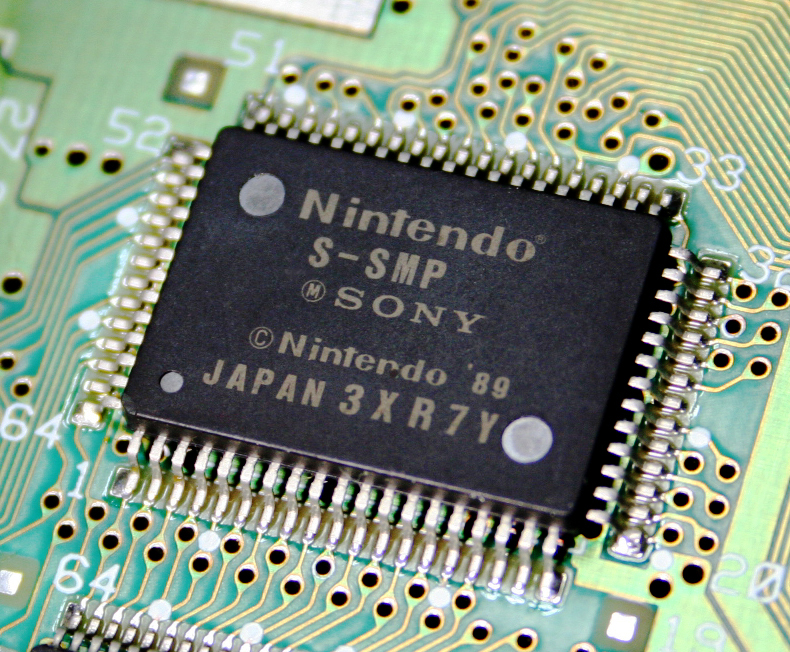
Nintendo S-SMP

SHVC-SOUND — звуковая подсистема игровой приставки Super Nintendo Entertainment System, разработанная Sony по заказу Nintendo в 1989 году. К разработке подсистемы приложил руку Кэн Кутараги, впоследствии ставшим известным как «отец PlayStation»). Основными её компонентами являются восьмиразрядный микропроцессор S-SMP на специально разработанной архитектуре Sony SPC700 и 16-разрядный цифровой сигнальный процессор S-DSP, а также 64 КБ оперативной памяти. В качестве метода генерации звука используется сэмплирование. Имеет несколько ревизий, отличающихся форм-фактором.

## Описание

### S-SMP
S-SMP — центральный восьмиразрядный микропроцессор на архитектуре Sony SPC700, основанной на архитектуре WDC 65C02. Играет роль управляющего элемента. Тактовая частота процессора — 1.024 МГц.
Архитектура Sony SPC700 была вдохновлена архитектурой WDC 65C02 и обладает многими отличительными признаками семейства MOS 6502, но с большим количеством нововведений и изменений, таких как: новые инструкции (умножения и деления, битовых операций и т.д.), x86/Z80-подобный официальный синтаксис, особенности работы с двоично-десятичным кодом и др.
Помимо основного вычислительного ядра в процессоре также есть набор настраиваемых таймеров, коммуникационные порты ввода-вывода с центральным процессором приставки Ricoh 5A22 и S-DSP, а также 64-байтное ПЗУ со стартовой программой, при помощи которой загружается звуковой драйвер игры в ОЗУ подсистемы.

### S-DSP
S-DSP — 16-разрядный цифровой сигнальный процессор, отвечающий за саму звукогенерацию. Имеет регистровый файл размером в 128 байт, доступ к которому доступен через выделенный порт ввода-вывода. Частота дискретизации — 32000 Гц. 
Как генератор звука, S-DSP может одновременно воспроизводить 8 стерео-каналов с разной частотой дискретизации (что позволяет изменять высоту нот) и громкостью, отдельно настраиваемой для левого и правого канала. Также есть генератор шума, поддержка ADSR-огибающих, аппаратной реверберации (эффекта эхо), межканальной частотной модуляции. Для интерполяции используется табличная 4-точечная интерполяция по Гауссу. Сэмплы хранятся в формате Bit Rate Reduction (BBR), являющемся реализацией АДИКМ. 

### Остальные компоненты
Помимо S-SMP и S-DSP в звуковой подсистеме SHVC-SOUND присутствуют также и другие компоненты:
- тактовый генератор на 24.576 МГц, отдельный от центрального генератора и не зависящий от региона приставки;
- оперативная память на 64 КБ (2 микросхемы по 32 КБ), доступная и S-SMP, и S-DSP;
- 16-разрядный цифро-аналоговый преобразователь;
- усилитель звука.

### Ревизии
Звуковая подсистема в разные периоды производства игровой приставки несколько раз меняла свою структуру. Так, например, в самой первой японской ревизии консоли (материнская плата — SHVC-CPU-01) подсистема не была включена в основную материнскую плату, а была представлена отдельным модулем в алюминиевом корпусе. В последующих ревизиях подсистема была уже включёна в основную плату, но уже в 1995 (материнская плата — SNS-CPU-APU-01) S-SMP, S-DSP и оперативную память объединили в один чип — S-APU.

## Наследие
Формат музыки с расширением .SPC (технически — дамп регистров процессоров и ОЗУ), применяющийся в ряде эмуляторов Super Nintendo Entertainment System, получил своё название от архитектуры центрального процессора звуковой подсистемы.